# Drepanoptila holosericea
Drepanoptila holosericea — вид голубових.

## Поширення
Ендемік Нової Каледонії. Був знайдений у первинних і вторинних вологих лісах і саванах на висотах до 1000 м (частіше 400–600 м н. р. м.).

## Поведінка
Споживає переважно фрукти і ягоди. Будує гнізда на деревах або кущах. Кладка складається з двох яєць.

## Морфологія
Розмірів голуба. Крила заокруглені й по відношенню до розмірів тіла короткі і сильні. Хвіст короткий і широкий. Статевий диморфізм не помітний. Самиці лише трохи менші, ніж самці. Оперення в основному яскраво-зелене і жовте. Тільки оперення горла і щільне оперення ніг чисто біле. Голова, шия і груди яскраво-зелені. Грудне пір'я відокремлюються від черевного пір'я вузькою білою, а потім вузькою чорною смугою. Живіт і підхвістя яскраво-жовті. Райдужна оболонка червоного кольору.